# Denigomodu
Denigomodu, en nauruan Denikomotu, est un des quatorze districts de Nauru. Le district de Denigomodu fait partie de la circonscription électorale d'Ubenide.

## Géographie

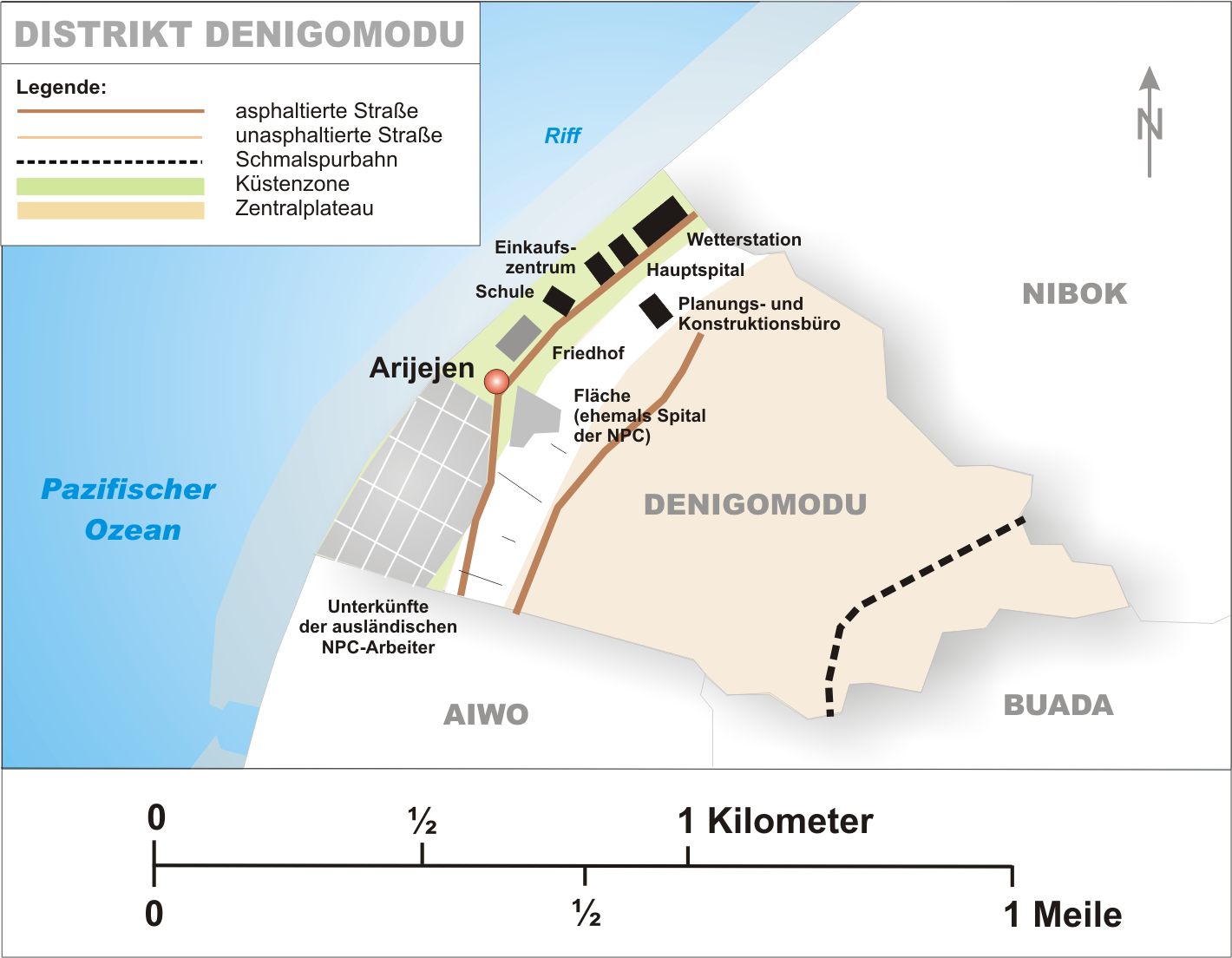
Carte du district de Denigomodu.

Denigomodu se trouve dans l'Ouest de l'île de Nauru. Il est bordé par l'océan Pacifique au nord-ouest et par les districts de Nibok au nord-est, Buada au sud-est et Aiwo au sud.
Son altitude moyenne est de 20 mètres (minimale : 0 mètre, maximale : 57 mètres) et sa superficie est de 0,9 km2 (douzième rang sur quatorze).

## Infrastructures
Denigomodu abrite sur son territoire de nombreuses infrastructures : une partie de la voie ferrée de l'île, la partie Nord des logements des ouvriers étrangers de la Republic of Nauru Phosphate Corporation, l'hôpital et le centre de planification de cette compagnie, un cimetière, une école, un centre commercial, le stade Denig, l'hôpital public et la station météorologique (ARCS-2) du programme américain Atmospheric Radiation Measurement.

## Population
Denigomodu est peuplé de 283 habitants (douzième rang sur quatorze) avec une densité de population de 239,8 hab/km2. Ce chiffre ne prend pas en compte les habitants du quartier des travailleurs immigrés, the Location (2230 habitants en 2002) situé à cheval entre les districts de Denigomodu et d'Aiwo et considéré comme une entité séparée par le bureau de recensement nauruan.
La zone correspondant au district de Denigomodu était composée à l'origine de 18 villages : 
- Aioe,
- Anapodu,
- Anatip,
- Anerowe,
- Anibawo,
- Ariyeyen,
- Atumurumur,
- Bowagae,
- Butimangum,
- Bwaterangerang,
- Bwerigi,
- Eateneno,
- Ibuge,
- Imwitada,
- Ruebe,
- Tarawoa,
- Yangor,
- Yaranemat.